# Hans-Dieter Krampe
Hans-Dieter Krampe (* 6. Januar 1937 in Halle (Saale); † 3. Dezember 2019) war ein deutscher Fußballspieler, der in der DDR-Oberliga 264 Spiele mit sechs Toren für den ASK bzw. FC Vorwärts Berlin bestritt und als einziger aller Vorwärts-Spieler sechs DDR-Meistertitel gewinnen konnte.

## Laufbahn

### Stationen
Über die Stationen BSG Post Halle (1951 bis Herbst 1954), BSG Aktivist Lauchhammer (Herbst 1954 bis Frühjahr 1955) und ZSK Vorwärts Prenzlau (Frühjahr 1955 bis Herbst 1955) kam der Linksverteidiger 1955 zum ZSK Vorwärts KVP Berlin. Er spielte bei Trainer Kurt Vorkauf vor und wurde im Dezember dieses Jahres in der Übergangsrunde erstmals in der ostdeutschen Eliteklasse eingesetzt. Er debütierte am letzten Spieltag der Einfachrunde bei der 1:4-Auswärtsniederlage gegen den SC Empor Rostock. Der Sprung in die Stammmannschaft gelang ihm in der Folgesaison nicht und Krampe lief überwiegend im Vorwärts-Reserveteam auf. 1957 spielte er in der Mitte der im Kalenderjahr ausgetragenen Saison bereits zehn weitere Partien im Oberligateam. Als die seit Jahresende 1956 als ASK Vorwärts firmierende Armeeelf im Jahr 1958 ihren ersten Meistertitel vor dem SC Motor Jena gewann, gehörte „Maxe“ Krampe dann mit 17 Matches endgültig zur Stammformation. Es folgten für ihn mit seinen Mannschaftskameraden noch fünf weitere Meisterschaften in den Jahren 1960, 1962, 1965, 1966 und 1969. Bei einer Trainerumfrage der Zeitung Deutsches Sportecho wurde Krampe als bester Linksverteidiger der Oberligasaison 1962/63 gekürt. Im letzten Jahr seiner Karriere bei den Rot-Gelben bestritt der Defensiv-Allrounder aber nur noch zwei Spiele in der Oberliga. Als seine beste Runde wird die Saison 1965/66 bezeichnet, wo er alle 26 Rundenspiele absolvierte und als Verteidiger vier Tore zum Meisterschaftsgewinn mit zwei Punkten Vorsprung vor dem FC Carl Zeiss Jena beisteuerte. Im Europapokal kam Krampe zu 18 Einsätzen. Nach 14 Jahren und 264 Oberliga-Spielen beendete das Vorwärts-Urgestein 1969 seine Laufbahn in der 1. Mannschaft des FCV. In den Spielzeiten 1969/70 (29 Spiele/4 Tore) und 1970/71 (8 Spiele/1 Tor) spielte er für die 2. Mannschaft des FC Vorwärts Berlin in der DDR-Liga.
Der eigentliche Halblinke wurde früh zum Verteidiger umgeschult und war in der Vorwärts-Abwehr die technisch beste Kraft, ein Filigrantechniker, ein spielender Abwehrstratege.

### Auswahlmannschaften, 1957 bis 1965
In der DDR-Nachwuchsnationalmannschaft begann die internationale Karriere des Mannes aus Halle im Jahre 1957. Sein Debüt in der A-Elf der DDR feierte der Verteidiger am 11. Februar 1959 in Jakarta beim Länderspiel gegen Indonesien. Im September 1959 vertrat der die DDR bei den zwei deutsch-deutschen Ausscheidungsspielen für die Olympiaqualifikation 1960 in Berlin und Düsseldorf gegen die Amateurnationalmannschaft des DFB. Zu den Höhepunkten mit der Nationalmannschaft zählten die Spiele am 21. November 1962 in Berlin gegen den aktuellen Vizeweltmeister Tschechoslowakei (2:1-Sieg) und die Begegnung am 2. Juni 1963 im Leipziger Zentralstadion vor 90.000 Zuschauern gegen England. Der Weltmeister von 1966 gewann durch einen Treffer von Bobby Charlton in der 70. Minute mit 2:1 Toren gegen das DDR-Team von Trainer Karoly Soos. Sein letztes und 28. Länderspiel bestritt Krampe am 4. September 1965 bei der 2:3-Niederlage in Warna gegen Bulgarien.

## Nach der Spielerkarriere
Der Hauptmann der Nationalen Volksarmee trainierte später die ASG Vorwärts in Strausberg, wo er sich auch als Rentner niederließ.

## Tabellarische Vereinsstationen
- BSG Post Halle, 1951 bis Herbst 1954
- BSG Aktivist Lauchhammer, Herbst 1954 bis Frühjahr 1955
- ZSK Vorwärts KVP Prenzlau, Frühjahr 1955 bis Herbst 1955
- ZSK/ZASK/ASK Vorwärts Berlin Reserve, 1955 bis 1957
- ASK bzw. FC Vorwärts Berlin, 1957 bis 1968
- FC Vorwärts Berlin II, 1968 bis 1971